# Bianor maculatus
Bianor maculatus är en spindelart som först beskrevs av Eugen von Keyserling 1883.  Bianor maculatus ingår i släktet Bianor och familjen hoppspindlar. Inga underarter finns listade.